# 야탑중학교
야탑중학교(野塔中學校)는 대한민국 경기도 성남시 분당구 야탑동에 있는 공립 중학교이다.

## 학교 연혁
- 1993년 1월 11일 : 야탑중학교 30학급 설립 인가
- 1993년 3월 1일 : 개교(2, 3학년 70명)
- 1993년 3월 1일 : 초대 안선영 교장 취임
- 1993년 3월 4일 : 제1회 입학식 (57명)
- 1994년 2월 15일 : 제1회 졸업식(330명)
- 2003년 10월 15일 : 탑향관(체육관, 식당 등 특별실) 준공
- 2007년 3월 1일 : 30학급 편성
- 2022년 12월 16일 : 제30회 졸업식(281명, 총 11,740명)
- 2023년 3월 1일 : 제11대 김성수 교장 취임
- 2024년 3월 4일 : 제32회 입학식(9개반 291명)

## 참고 자료
- 야탑중학교 - 한국교육학술정보원 학교알리미